# Milenijalizam
Milenijalizam (lat. millenium, tisućljeće ili grč. χιλιασμό) je krivovjerje, oblik milenarizma, nekih kršćanskih sekta o uspostavi Kristova kraljevstva na zemlji tisuću godina uoči Sudnjega dana i budućega vječnog svijeta ("Dolazećeg svijeta" Novog Neba i Nove Zemlje; Raja na zemlji). Proizašlo je ponajprije iz Otkrivenja 20: 1-6. Sličnosti milenijalizmu pojavljuju se u zoroastrizmu, koji je identificirao susljedna tisućljetna razdoblja, od kojih će svaki završiti kataklizmom hereze i uništenja, do konačnog uništenja zla i njegove suštine koju će donijeti trijumfalni kralj mira na kraju konačnoga tisućljeća. "Tada Saošiant stvara stvorenja koja su opet čista i neokaljana, nakon čega dolazi do oživljavanja 
Obećane Zemlje". (Zand-i Vohuman Yasht3:62).

Različiti društveni i politički pokreti, kako vjerski tako i svjetovni, imaju milenijalističke metafore.

## Baha'i vjera
Bahá'u'lláh spominje u Kitáb-i-Íqánu da će Bog obnoviti "Grad Božji" svakih tisuću godina i posebno napominje da se nova Božja pokazanja (dolazak Mesije) neće dogoditi sljedećih 1.000 godina (1893. – 2893.) prema Bahá 'u'lláh-u, ali da autoritet Bahá'u'lláh poruke može trajati i do 500.000 godina.

## Kršćanstvo

### Predkršćanski period
Milenijalizam se razvio iz jedinstvenog kršćanskog tumačenja židovskog apokalipticizama, koji se ukorijenio u židovskoj apokrifnoj književnosti u burnom međutestamentskom razdoblju (200. god. pr. Kr. do 100. AD, uključujući spise kao što su knjigu proroka Henoka, knjigu Jubileja, Ezrina knjiga i Dodaci Danielu). Pasusi unutar ovih tekstova, uključujući 1. Henoka 6-36, 91-104, 2. Henoka 33: 1 i Jubilej 23:27, se odnose na uspostavljanje "tisućljetnog kraljevstva" koje će uspostaviti mesijanska ličnost, povremeno sugerirajući da bi trajanje ovog kraljevstva bilo tisuću godina, međutim, stvarni broj godina danih za trajanje kraljevstva je varirao. Na primjer, u 4. Ezra 7: 28-9, rečeno je da će kraljevstvo trajati samo 400 godina. Ovaj pojam tisućljeća nesumnjivo je pomogao nekim Židovima da se nose s društveno-političkim sukobima s kojima su se suočavali. Taj koncept tisućljeća je imao svrhu preokrenuti prethodno razdoblje zla i patnje, nagradivši vjernike za njihovu hrabrosti dok zle ljude izlažu kazni, s jasnim razdvajanjem onih koji su dobri od onih koji su zli. Vizija tisućljetnog razdoblja blaženstva za vjernike, koje bi uživali ovdje u tjelesnom svijetu kao u "Raju na zemlji", imala je neodoljivu moć nad maštom židova u međuvjerskom razdoblju, isto kao i nad ranim kršćanima. Milenijalizam, koji je već postojao u židovskoj misli, dobio je novo tumačenje i novi poticaj dolaskom kršćanstva.
Koncept utopijskog tisućljeća, i većina od slikovnog izlaganja koje su koristili Židovi i rani kršćani da opišu ovo vremensko razdoblje, najvjerojatnije su bili pod utjecajem perzijske kulture, posebice zoroastrijanstva. Zoroastrianizam opisuje povijest tako da se ona događa u sukcesivnim tisućljetnim razdobljima, od kojih će svaka završiti kataklizmom hereze i zla. Ove epohe će kulminirati u konačnom uništenju zla koje će donijeti pobjednički mesijanski lik, Saošiant, na kraju posljednjeg tisućljeća. Saošiant će izvršiti pročišćenje moralno korumpiranog fizičkog svijeta, kako je opisano u Zand-i Vohuman Yasht: "Tada Saošiant stvara stvorenja koja su opet čista, nakon čega dolazi do oživljavanja Obećane Zemlje". Ovaj eshatološki događaj naziva se Frashokereti, pojam 
koji je izgleda imao veliki utjecaj na judaičku eshatologiju i konačni kršćanski milenijalizam.

### U kršćanskim spisima
Kršćansko milenijalističko promišljanje prvenstveno se temelji na Otkrivenju 20: 1-6, koja opisuje viziju anđela koji silazi s nebesa s velikim lancem i ključem od bezdana, zarobljava Sotonu i zatvara ga za sljedećih tisuću godina:

"Zgrabio je zmaja, tu drevnu zmiju, koja je uisto i đavao i sotona, vezao je na tisuću godina i bacio u bezdan, koji je zaključao i zapečatio nad njom, da više ne obmanjuje narode, sve do isteka tisuću godina. Nakon toga, mora ga se (Sotonu) na neko vrijeme pustiti." (Otkr. 20: 2-3).

Knjiga Otkrivenja tada opisuje niz sudaca koji su sjedili na prijestoljima, kao i svoju viziju duša onih kojimu su glave bile odrubljivane radi svjedočenja u korist Isusa i njihovog odbijanja da prihvate obilježja Zvijeri. Ove duše:
se vraćaju u život i vladaju zajedno s Kristom tisuću godina. (Ostatak umrlih neće biti oživljeno sve dok ne istekne tisuću godina.) Ovo je Prvo Uskrsnuće. Blagoslovljeni i sveti su oni koji sudjeluju u Prvom Uskrsnuću. I nad njima druga smrt nema moći, i oni će biti svećenici Božji i Kristovi i vladat će s njim tisuću godina (Otkr. 20: 4-6).

Tako je Ivan od Patmosa okarakterizirao tisućljeće u kojem će Otac i Krist zajedno vladati nad teokracijom pravednika. 
Iako postoji obilje biblijskih nagovještaja takvom Božjem kraljevstvu koje je navedeno kroz cijeli Stari i Novi zavjet, ovo je jedina doslovna referenca u Bibliji za takvo razdoblje koje traje tisuću godina. Doslovno vjerovanje u tisućljetnu vladavinu Krista je kasnije razvijano u kršćanstvu, jer je izvjesno da isto nije bio prisutno u tekstovima iz prvog stoljeća. Prilikom pisanja Otkrivenja, sv. Ivan je možda bio pod utjecajem rascjepkane društvene klime u Rimu tijekom prvog stoljeća AD.  Kršćanstvo je bilo među brojnim vjerskim tradicijama koje su odstupale od rimske državne religije i zbog toga su ih progonili rimski vladari. Kršćanski milenijalizam je bio jedna od brojnih reakcija protiv vladajućeg Rimskog Carstva. Mogućnost izbavljenja iz ovakvih rimskih okova učinila je misao tisućljeća pod Isusovom dobrohotnom vladavinom utoliko privlačnijom. Tijekom prvih stoljeća poslije Krista, u Crkvi su se mogli naći različiti oblici milenijalizma, jednako Istoka kao i Zapada. U to vrijeme, to je bio općeprihvaćen stav, kao što je priznao Euzebije, iako i sam protivnik te doktrine:

"Isti pisac koji je izdao Knjigu Zakona također daje i druga viđenja koja su mu, kako je rekao, došla kroz predkazanja koja nema pisanih tragova; neka neobična uspoređivanja i učenja Spasitelja, kao i neke druge, više mitske stvari. Njima pripada i njegova izjava da će doći razdoblje od nekih tisuću godina nakon uskrsnuća mrtvih, i da će Kristovo kraljevstvo biti postavljeno u fizičkom i materijalnom obliku baš na ovoj zemlji. Pretpostavljam da je pisac dobio takve ideje radi nerazumijevanja apostolskih spisa, ne opazivši da je Ono što mu je rečeno bilo mistično i figurativno. Stoga se čini da je imao vrlo ograničeno razumijevanje onoga o čemu govori, što se može vidjeti iz njegovih diskursa. Ali, upravo zbog njega je toliko mnogo crkvenih otaca usvojilo slično mišljenje, u vlastitoj potpori starosti postojanja čovjeka, kao što je bio, na primjer, Irenej, ali i bilo koji drugi, koji je mogao proglasiti slične stavove." (Euzebije, Povijest Crkve,Knjiga 3: 39: 11-13)
Ipak, kasnije se razvila snažna oporba iz nekih komora, ponajviše od sv. Augustina iz Hipa (354. – 430. AD). Crkva nikada nije preuzela formalno stajalište o tom pitanju ni na jednom od ekumenskih sabora, pa su stavovi "pro" kao i oni "kontra" bili u skladu s pravovjerjem. Dopuna nicejskom Vjerovanju imala je namjeru pobiti percipirani sabelijanizam od Marcela od Ankire i još nekih - doktrine koja uključuje kraj Kristova vladanja i koja je izričito izuzeta zbog osude Sabora. Katolička enciklopedija napominje da su zagovornici raznih gnostičkih uvjerenja (koji se sami smatraju krivovjerjem) iz drugog stoljeća također odbili milenijalizam.
Milenializam su poučavali razni raniji pisci poput Justina Mučenika, Ireneja Lionskog, Tertulijana, Komod, Laktancija, Metoda i Apolinarija od Laodike u obliku koji se danas naziva predmilenijalizam.
 
Prema vjerskom znanstveniku Rev. Dr. Francis Nigel Lee-u, Justinov "Povremeni kiliazam" (povremeni milenijalizam) "sui generis" koji je bio snažan protivnik učenjima koja su prethodila vjerovanju u Veliko Iskušenje, je vjerojatno slijedio sv. Potin 175. g., i vjerojatnije oko 185. od Irenija". Justin Mučenik je, raspravljajući o svojim prvim godinama vjerovanja u svoj Dijalog s Trifom Židovom, poglavlje 110, primijetio da nisu potrebni kršćanima:
"Već sam ti priznao da smo ja i mnogi drugi koji su ovoga mišljenja, i [vjerujemo] da će se takav događaj dogoditi, kao što ste sigurno svjesni; ali, s druge strane, izvjestio sam vas da mnogi koji pripadaju čistoj i pobožnoj vjeri, i koji su pravi kršćani, misle drugačije. Meliton od Sardisa često se navodi kao predlagatelj predmilenializma u drugom stoljeću. Potpora koja se obično daje za takvu pretpostavku je da, "obojica, i Jeronim i Genadije od Masilije, tvrde da je on bio odlučan milenijalistik".}}
U ranom trećem stoljeću, Hipolit Rimski (170. – 235. AD) je napisao:
"I mora proći 6.000 godina stvaranja, kako bi došao Sabat, odmor, sveti Dan "na kojega se Bog odmarao od svih njegovih djela". Jer Sabat je vrsta i znak budućeg kraljevstva svetaca, kada će oni "vladati zajedno s Kristom", kada dođe s neba, kako Ivan kaže u svojoj Apokalipsi: "Dan je s Gospodinom isto kao tisuću godina". Budući da je Bog sve stvorio u šest dana, slijedi da se sve ispunilo kroz 6.000 godina. (Hipolit, na Hexaâmeron, grčki: Ἡ Ἑξαήμερος Δημιουργία - Hē Hexaēmeros Dēmiourgia, ili Šest Dana Rada, iz fragmenata komentara o raznim knjigama Svetog pisma).
Oko 220. godine je bilo sličnih utjecaja na Tertulijana, iako samo s vrlo važnim i izuzetno optimističnim (možda čak i 
postmilenijalističkim) izmjenama i implikacijama. S druge strane, zamisli kršćanskog milenijalizma doista je zagovarao rimski pjesnik Komod 240.; u 250. to je bio egipatski biskup Nepos u svom Odbacivanju Alegorista; u 260. gotovo nepoznati Koracion; i 310. godine Laktancija. U kasnom četvrtom stoljeću biskup sv. Ambrozije iz Milana bio je sklon milenijalizmu (Ambrozije iz Milana, knjiga II. "O vjerovanju u Uskrsnuće", stih 108). Laktancije je posljednji veliki književni branitelj milenijalizma u ranoj kršćanskoj crkvi. Jeronim i Augustin su se snažno suprotstavljali tome i podučavajući simboličko tumačenje Otkrivenja sv. Ivana, a posebno 20. poglavlja.

U pismu kraljici Gerbergi iz Francuske oko 950. god., Adso iz Montier-en-Dera utemeljio je ideju "posljednjeg svjetskog cara" koji će pobijediti ne-kršćane prije dolaska Antikrista.

### Reformacija i dalje
Kršćanski stavovi o budućem redoslijedu događaja su preinačeni nakon protestantske reformacije cca. 1517. god. 
Posebno je stavljen novi naglasak na odlomke u Knjizi Otkrivenja koji je, čini se, govorio da će se Krist vratiti da sudi živima i mrtvima, da će Sotona biti zaključana 1.000 godina, a zatim puštena na svijet da bi se potakla konačna borba protiv Boga i njegovih svetaca (Otk 20,1-6). Prethodni katolički i pravoslavni teolozi nisu imali jasne ili konsenzualne stavove o tome što to zapravo znači (jedino koncept da kraj svijeta dolazi neočekivano "poput lopova u noći", kao i koncept "antikrista" je skoro općeprihvaćen). Millenijalističke teorije pokušavaju objasniti kako bi izgledalo "1.000 godina Sotone vezane u lance".

Postoje različite vrste milenijalizma s obzirom na kršćansku eshatologiju, osobito unutar protestantizma, kao što su predmilenijalizam, postmilenijalizam, amilenijalizam. Prva dva odnose se na različita gledišta o odnosu između "Milenijskog Kraljevstva" i Kristovog Drugog Dolaska.
-Predmilenijalizam vidi Kristov Drugi Dolazak kao prije tisućljeća, čime se razdvaja Drugi Dolazak od Konačnog Suda. U tom pogledu, "Kristova vladavina" bit će fizički i materijalno na zemlji.
-Postmilenijalizam vidi Kristov drugi dolazak nakon milenijuma i podudaran s konačnim Sudom. U tom pogledu "Kristova vladavina" (tijekom tisućljeća) će se manifetirati duhovno u crkvi, te preko nje dalje.
-Amilenijalizam u biti odbacuje buduće doslovno tisućljetno kraljevstvo i vidi crkveni period metaforički opisan u Otkrivenju 20: 1-6, u kojem je "Kristova Vladavina" aktualna u crkvi i preko nje se nastavlja dalje.

Katolička crkva snažno osuđuje milenijalizam kao što slijedi:
"Antikristova obmana već počinje da se oblikuje u svijetu svaki put kad se ustvrdi da se unutar povijesti može shvatiti ta mesijanska nada, jer ta nada se jedino može ostvariti izvan povijesti, kroz eshatološku prosudbu. Crkva je odbila čak i izmijenjene oblike ovoga krivotvorenja kraljevstva da dođu pod ime milenijalizma, osobito "esencijalno perverzni" politički oblik sekularnog mesijanizma."

- Joseph Alois Ratzinger, Katekizam katoličke Crkve, 1995. god.

### Utopija
Rani kršćanski koncept je imao granice daleko iznad strogo vjerske zabrinutosti za stoljeća koja dolaze, pa je tako bila pomješana i uljepšana s idejama utopije.
U svitanje ranog milenijskog promišljanja, razvila se filozofija nazvana Tri Doba. Ustvari, talijanski redovnik i teolog Joakim iz Fiore (umro je 1202.) tvrdio je da je čitava povijest čovječanstva bila nasljeđe od tri doba:
1. Vrijeme Oca (Stari zavjet)
2. Doba Sina (Novi zavjet)
3. Doba Duha Svetoga (to Doba je započelo kada je Krist uzašao na nebo, ostavljajući Parakleta,[38][39] treću osobu Presvetog Trojstva, da predvodi).

Vjerovalo se da će Doba Duha Svetoga započeti oko 1260. godine i da će od tada svi vjernici živjeti kao redovnici, mistično preobraženi i puni hvale za Boga sljedećih tisuću godina, sve dok Sudnji Dan ne privede kraju povijest našeg planeta.
U suvremenoj eri, neki od pojmova tisućljetnog promišljanja pronašli su svoj put u različitim sekularnim idejama, obično u obliku uvjerenja da će određeni povjesni događaj temeljito promijeniti ljudsko društvo (ili je to već učinjeno). Primjerice, mnogima se činilo da je francuska revolucija obilježila tisućljetnu dob razuma. Također, filozofije Hegela (1770. – 1831.) i Marxa (1818. – 1883.) su imale jak tisućljetni prizvuk.
 
Godine 1970., profesor prava Yale-a Charles A. Reich skovao je pojam "Savijest III" u svojoj najprodavanijoj knjizi The Greening of America, u kojoj je govorio o novom dobu koje je potaknula generacija hipija. Međutim, ove sekularne teorije uglavnom imaju malu ili nikakvu vezu s izvornim tisućljetnim promišljanjem, kao što je nemaju ni međusobno.

New Age pokret također je bio pod jakim utjecajem Podjela Vremena od Joakima od Fiore, pa je preobrazio filozofiju Tri Doba u astrološku terminologiju. Doba Očeva je preobražen kao Doba Ovna, Doba Sinova postalo je Godina Riba, a Doba Sv. Duha nazvan je Vodenjakovo Novo Doba. Sadašnje tzv. "Doba Vodenjaka" navodno će svjedočiti razvoju brojnih velikih promjena za čovječanstvo, odražavajući tipične značajke milenijalizma.

### Jehovini svjedoci
Jehovini svjedoci vjeruju da će Krist vladati s neba tisuću godina kao kralj zemlje, uz pomoć 144.000 svetaca. Glavna svrha ove tisućljetne vladavine jest riješiti pitanje tko zaslužuje da bude vladar na Zemlji i u svemiru. Ona također služi za konačno ostvarenje Stvoriteljeve izvorne svrhe, Zemlje koja je nastanjena mirnim, zadovoljnim i miroljubivim ljudskim bićima. Međutim, mir i blagostanje će se dogoditi nakon Armagedona koji će biti odlučujuća bitka između dvije suprotstavljene sile: Isusa Krista zajedno sa svetim anđelima koji se suprotstavljaju svom zlu na Zemlji. 
Za razliku od prirodnih ili ljudskih katastrofa, vjerovanje Jehovinih svjedoka je da će Krist i njegovi anđeli selektivno uništiti sve one ljude koji se smatraju nepopravljivim. Na Zemlji će nestati pohlepe, korupcije, kriminala i svih onih zala koji ju neumoljivo uništavaju. (Otk 16:16, 1 Ivan 5:19, Matej 25: 31-40).

Kristovo kraljevstvo će se sastojati od onih koji upravljaju (s neba) i onih koji su vladali (na zemlji). Ovo kraljevstvo će ostvariti, u razdoblju od 1.000 godina, sve ono što su ovozemaljske vlade i institucije obećavale, ali nisu ostvarile. Isus Krist, Mesija, i 144.000 odabranih pojedinaca koje je izabrao Jehova, vladat će sljedećih tisuću godina. Prvi kojima je obaćana ova privilegija će biti apostoli Isusa Krista. Na Zemlji, oni koji su čuvani na sigurnom tijekom "Velikog Iskušenja" (Matej 24,21: 7: 9) i naknadnog uništavanja svijeta kojim vladaju Sotona i Vrag će biti poslani u zemlju u kojoj vlada blagostanje. Tijekom tisućljeća Krist će iskoristiti svoju moć da izliječi svaku vrstu bolesti (Otk 22,17). Konačno, svi koji prihvaćaju da žive po pravednim zakonima Jehove Boga (Izlazak 20: 1-17) postići će savršeno zdravlje. Vođeni nebeskom vlašću, ljudi će raditi da postupno uspostave zemaljski raj (Mt 19,27.28). Glad i siromaštvo bit će potpuno uklonjeni (Otk 21,1-5). Oni koji su umrli kroz cijelu ljudsku povijest, a koji se nisu smatrali nepopravljivima, uskrsnut će. Ovo će im biti prilika da se u potpunosti integriraju u društvo (Izaija 65:17).

Na vrhuncu tisućljeća, Krist će prepustiti kontrolu nad Zemljom svome Ocu Jehovi (1 Kor 15,28). 

## Nacizam
Vidi također: Reich
Najkontroverznija tumačenja filozofije "Tri Doba" i milenijalizma općenito je "Treći Reich" ("Drittes Reich") Adolfa Hitlera koji je u njegovoj viziji trebao trajati tisuću godina ("Tausendjähriges Reich"), ali koji je u konačnici trajao samo 12 godina (1933. – 1945). Izraz "Treći Reich" izvorno je skovao njemački mislilac Arthur Moeller van den Bruck, koji je 1923. objavio knjigu pod naslovom Das Dritte Reich. Gledajući unatrag u njemačku povijest, razlikovao je tri odvojena razdoblja i identificirao ih s dobi Joakima iz Fiore:
Sveto Rimsko Carstvo(počevši od Karla Velikog 800. godine) - ("Prvi Reich") - Dob Očeva i
njemačko carstvo - pod dinastijom Hohenzollern (1871. – 1918.) ("Drugi Reich") - Doba Boga Sina. Nakon intervala Weimarske Republike (1918. – 1933.), u kojemu vladaju konstitucionalizam, parlamentarizam, pa čak i pacifizam, slijedio ih je:
"Treći Reich" - Doba Duha Svetoga.
Iako Hitler nije bio impresioniran van de Brukom kada ga je upoznao 1922. godine, i, još k tome nije bio priključen nacističkoj stranci, nacisti su ipak usvojili frazu Das Dritte Reich kojom su dali značaj totalitarnoj državi koju su htjeli uspostaviti kada su stekli vlast, a što su uspjeli 1933. godine. Međutim, kasnije u ljeto 1939. godine nacističke vlasti zabranile su neformalnu uporabu naziva "Treći Reich" u njemačkom tisku, naloživši im da koriste više službene nazive poput "Njemačkog Reicha", "Velikog Njemačkog Reicha" i posebno "Nacionalna socijalistička Njemačka".

Tijekom ranog razdoblja Trećeg Reicha mnogi su se Nijemci upućivali na Hitlera kao na njemačkog Mesiju, naročito kada je vodio Nürnberške skupove, koji su bili održani nešto prije jesenjeg ekvinocija u Nürnbergu u Njemačkoj. U govoru održanom 27. studenoga 1937., Hitler je komentirao svoje planove o rušenju i obnovi većih dijelova Berlina:
[...] einem tausendjährigen Volk mit tausendjähriger geschichtlicher und kultureller Vergangenheit für die vor ihm liegende unabsehbare Zukunft eine ebenbürtige tausendjährige Stadt zu bauen [...]
[...] izgraditi tisućljetni grad koji je primjeren (u ljepoti) tisućama godina starih ljudi s tisućljetnom povijesnom i kulturnom baštinom, za njegovu nikad prolaznu (slavnu) budućnost [...]

Nakon neuspjelog pokušaja realizacije tisućljetne vladavine Adolfa Hitlera, Vatikan je dao službenu izjavu da se tisućljetne tvrdnje ne mogu sigurno podučavati i da se povezani spis u Otkrivenju (koji se naziva Apokalipsa) trebaju shvatiti duhovno. Katolički autor Bernard Le Frois napisao je:
Millenium: Budući da je Sveti Ured odredio (21. srpnja 1944.) da se ne može sigurno podnaučavati da će Krist u Njegovom Drugom Dolasku, vidljivo vladati sa samo nekoliko njegovih svetaca, uskrslim od mrtvih, na neko vrijeme prije konačnog i univerzalnog Suda, duhovno tisućljeće razvidno je u Apokalipsi 20: 4-6. Sveti Ivan daje duhovnu rekapitulaciju djelovanja Sotone i duhovnu vladavinu Svetih, s Kristom na nebu i u njegovoj Crkvi na zemlji.}}

## Teozofija
Teozofkinja Alice Bailey je podučavala da će se Krist (u svojim knjigama upućuje na moćno duhovno biće koje je teozofima najpoznatije kao Maitrej treba oslovljavati kao Krist ili Učitelj Svijeta, a ne kao Maitrej) vratiti "negdje poslije 2025. godine", i da će to biti ekvivalent Novog Doba kršćanskog koncepta Drugog Kristovog Dolaska. Bailey je izjavila da je sv. Germain (pri čemu se refereira na svoje knjige Učitelj Rakoczi ili Učitelj R.) upravitelj izvršnog Kristovog Vijeća. [28] Prema Bailey, kada se vrati Krist, ostat će cijelo razdoblje 
od oko dvije tisuće godina koliko traje Doba Vodenjaka, pa je stoga i New Age ekvivalent Milenijskog Doba, kada će Maitreja vladati kao duhovni vođa Zemlje, kao Mesija koji će donijeti svjetski mir, i neće biti samo jedno tisućljeće, nego će biti Aquarius Bimilenij.

## Društveni pokreti
Milenijski društveni pokreti su specifični oblik milenijalizma, jer se temelje na nekom konceptu tisućljetnog ciklusa. Ponekad se ta dva izraza koriste kao sinonimi, ali to nije posve precizno za puriste. Milenijski društveni pokreti ne moraju biti vjerski, ali moraju imati viziju apokalipse koja može biti utopijska ili distopijanska. Oni koji su dio tisućljetnih društvenih pokreta "skloni su nasilju", s određenim vrstama milenijalizma povezanih s nasiljem. Prva je progresivna, gdje je "transformacija društvenog poretka postupna i ljudi igraju ulogu njegovatelja te transformacije". Drugi je katastrofalni milenijalizam koji "smatra trenutni društveni poredak kao neopozivu korumpiranost, pa je potpuno uništenje ovog poretka neophodno kao preteča za izgradnju novog, pobožnog poretka". Međutim, veza između milenijalizma i nasilja može biti problematična, jer novi vjerski pokreti mogu, kako vrijeme prolazi, napustiti katastrofalno stajalište.